# Pyramid
Pyramid è il terzo album in studio del gruppo progressive rock britannico The Alan Parsons Project, fondato da Alan Parsons ed Eric Woolfson, pubblicato nel 1978 dalla Arista Records.

## Descrizione
Nel settembre del 1977, con ancora in corso il successo di vendite dell'album precedente, Parsons e Woolfson cominciano a registrare per l'album Pyramid, presso gli Abbey Road Studios a Londra, terminando nel febbraio del 1978. L'album viene pubblicato nel maggio del 1978 ed ottiene un nuovo successo in termini di vendite, anche se di poco inferiore all'album precedente, entra nella top venti in Australia, Austria, Norvegia e Nuova Zelanda e raggiunge il miglior risultato in Germania con il terzo posto rimanendo per centoquindici settimane in classifica dal 15 giugno 1978 all'8 dicembre 1980.
Come per gli album precedenti anche Pyramid è strutturato come un concept album, inizialmente Parsons e Woolfson avevano stabilito che l'album dovesse trattare l'occulto, la magia nera e la stregoneria ma appena cominciate le registrazioni Parsons decise di puntare come filo conduttore sull'antico Egitto, il mistero delle piramidi ed il cosiddetto "potere delle piramidi" molto in voga negli anni 70.
(Dal booklet dell'album Pyramid, 1978)
L'album ha molte influenze new wave, un genere che stava emergendo in Gran Bretagna intorno al periodo di registrazione dell'album. Molti artisti del rock progressivo hanno utilizzato questo stile nei loro album durante il periodo che va dalla fine del 1977 al 1979. In questo album, il genere è evidente, attraverso il ritmo, in canzoni come "Can't Take It With You" e in "Pyramania".
Come session-man vengono confermati Ian Bairnson alle chitarre, David Paton al basso, Duncan Mackay alle tastiere e John Leach al cimbalom e kantele, mentre alla batteria al posto di Stuart Tosh vi è la new entry Stuart Elliott, uno dei fondatori del gruppo dei Cockney Rebel. Altra novità è il sassofonista Phil Kenzie e come cantanti gli esordienti sono Dean Ford e Colin Blunstone mentre vengono riconfermati John Miles, Lenny Zakatek e Jack Harris.
La prima versione in CD di Pyramid è uscita nel 1984.
Parsons riceve la nomination per i Grammy Awards del 1978, per la categoria "Best Engineered Recording, Non Classical".

## Copertina e grafica
La veste grafica dell'album viene affidata, per il terzo album consecutivo, all'agenzia di graphic design britannica Hipgnosis di Storm Thorgerson. In copertina per la prima volta compare Alan Parsons che sembra svegliarsi da un incubo, sul retro di copertina si vede un'altra parte della stanza con una finestra che affaccia sulla grande piramide illuminata dalla luna piena, e sul comodino un libro dal titolo Pyramid Power di Max Toth e Greg Nielsen.

## Tracce
Pyramid - Album originale (1978)
Testi e musiche di Eric Woolfson e Alan Parsons; edizioni musicali Arista Records.
1. Voyager (Strumentale) – 2:24 – Kantele: John Leach • Fender Rhodes: Alan Parsons • Projectron: Eric Woolfson • Sintetizzatori: Duncan Mackay • Chitarre: Ian Bairnson • Basso: David Paton • Batteria e percussioni: Stuart Elliott
2. What Goes Up – 3:31 – Voce: David Paton e Dean Ford • Fender Rhodes: Eric Woolfson • Chitarra elettrica ed acustica: Ian Bairnson • Basso e chitarra acustica: David Paton • Batteria e percussioni: Stuart Elliott • The English Chorale: diretto da Bob Howes • London Philharmonia Orchestra: arrangiata e diretta da Andrew Powell
Colin Blunstone nel 1973. Esordisce nel Project in Pyramid cantando il brano The Eagle Will Rise Again e come seconda voce in Shadow Of A Lonely Man.
3. The Eagle Will Rise Again – 4:38 – Voce: Colin Blunstone • Clavicordo, Virginale e cori: Eric Woolfson • Chitarre: Ian Bairnson • Basso e cori: David Paton • Batteria: Stuart Elliott • Autoharp: Andrew Powell • Cori: Alan Parsons • London Philharmonia Orchestra: arrangiata e diretta da Andrew Powell
4. One More River – 4:18 – Voce e vocal FX: Lenny Zakatek • Chitarra elettrica, chitarra acustica e backwards wah-wah: Ian Bairnson • Basso e chitarra acustica: David Paton • Batteria e percussioni: Stuart Elliott • Sintetizzatori ed Organo Hammond: Duncan Mackay • Sassofono: Phil Kenzie • London Philharmonia Orchestra: arrangiata e diretta da Andrew Powell
Dean Ford nel 2015. Session-man del Project solo nell'album Pyramid dove canta il brano Can't Take It With You e come seconda voce in What Goes Up.
5. Can't Take It With You – 5:05 – Voce: Dean Ford • Pianoforte e voci addizionali: Eric Woolfson • Chitarra elettrica ed acustica: Ian Bairnson • Chitarra acustica: Alan Parsons • Basso, chitarra acustica e voci addizionali: David Paton • Batteria e percussioni: Stuart Elliott • Sintetizzatori: Duncan Mackay
6. In The Lap Of The Gods (Strumentale) – 5:29 – Pianoforte e organo: Eric Woolfson • Chitarre acustiche: Ian Bairnson • Basso e chitarra acustica: David Paton • Batteria e percussioni: Stuart Elliott • Cimbalom: John Leach • Flauto di legno mediorientale: membro non identificato dell'orchestra • The English Chorale: diretto da Bob Howes • London Philharmonia Orchestra: arrangiata e diretta da Andrew Powell
7. Pyramania – 2:45 – Voce: Jack Harris • Pianoforte Jangle: Eric Woolfson • Sintetizzatori, tuba e assolo di Honky-tonk: Duncan Mackay • Chitarra: Ian Bairnson • Basso: David Paton • Batteria e percussioni: Stuart Elliott
8. Hyper-Gamma-Spaces (Strumentale) – 4:19 – Pianoforte elettrico Wurlitzer e Projectron: Alan Parsons • Sintetizzatori: Duncan Mackay • Basso: David Paton • Batteria e percussioni: Stuart Elliott
9. Shadow Of A Lonely Man – 5:39 – Voce: John Miles • Voce addizionale: Colin Blunstone • Pianoforte: Eric Woolfson • Projectron: Alan Parsons • Chitarra acustica: Ian Bairnson • Basso e chitarra acustica: David Paton • Batteria e percussioni: Stuart Elliott • Cori: Oliver Simpson • London Philharmonia Orchestra: arrangiata e diretta da Andrew Powell

Durata totale: 38:08
Pyramid - 30º Anniversary, Extended Edition (2008)
Testi e musiche di Eric Woolfson e Alan Parsons; edizioni musicali Sony BMG, Legacy, Arista Records.
1. Voyager (Strumentale) – 2:14 – Kantele: John Leach • Fender Rhodes Mark I: Alan Parsons • Projectron: Eric Woolfson • Sintetizzatori: Duncan Mackay • Chitarre: Ian Bairnson • Basso: David Paton • Batteria e percussioni: Stuart Elliott
2. What Goes Up – 3:31 – Voce: David Paton e Dean Ford • Fender Rhodes Mark I: Eric Woolfson • Chitarra elettrica ed acustica: Ian Bairnson • Basso e chitarra acustica: David Paton • Batteria e percussioni: Stuart Elliott • The English Chorale: diretto da Bob Howes • London Philharmonia Orchestra: arrangiata e diretta da Andrew Powell
3. The Eagle Will Rise Again – 4:21 – Voce: Colin Blunstone • Clavicordo, Virginale e cori: Eric Woolfson • Chitarre: Ian Bairnson • Basso e cori: David Paton • Batteria: Stuart Elliott • Autoharp: Andrew Powell • Cori: Alan Parsons • London Philharmonia Orchestra: arrangiata e diretta da Andrew Powell
4. One More River – 4:18 – Voce e vocal FX: Lenny Zakatek • Chitarra elettrica, chitarra acustica e backwards wah-wah: Ian Bairnson • Basso e chitarra acustica: David Paton • Batteria e percussioni: Stuart Elliott • Sintetizzatori ed Organo Hammond: Duncan Mackay • Sassofono: Phil Kenzie • London Philharmonia Orchestra: arrangiata e diretta da Andrew Powell
5. Can't Take It With You – 5:07 – Voce: Dean Ford • Pianoforte e voci addizionali: Eric Woolfson • Chitarra elettrica ed acustica: Ian Bairnson • Chitarra acustica: Alan Parsons • Basso, chitarra acustica e voci addizionali: David Paton • Batteria e percussioni: Stuart Elliott • Sintetizzatori: Duncan Mackay
6. In The Lap Of The Gods (Strumentale) – 5:29 – Pianoforte e organo: Eric Woolfson • Chitarre acustiche: Ian Bairnson • Basso e chitarra acustica: David Paton • Batteria e percussioni: Stuart Elliott • Cimbalom: John Leach • Flauto di legno mediorientale: membro non identificato dell'orchestra • The English Chorale: diretto da Bob Howes • London Philharmonia Orchestra: arrangiata e diretta da Andrew Powell
7. Pyramania – 2:44 – Voce: Jack Harris • Pianoforte Jangle: Eric Woolfson • Sintetizzatori, tuba e assolo di Honky-tonk: Duncan Mackay • Chitarra: Ian Bairnson • Basso: David Paton • Batteria e percussioni: Stuart Elliott
8. Hyper-Gamma-Spaces (Strumentale) – 4:17 – Pianoforte elettrico Wurlitzer e Projectron: Alan Parsons • Sintetizzatori: Duncan Mackay • Basso: David Paton • Batteria e percussioni: Stuart Elliott
9. Shadow Of A Lonely Man – 5:39 – Voce: John Miles • Voce addizionale: Colin Blunstone • Pianoforte: Eric Woolfson • Projectron: Alan Parsons • Chitarra acustica: Ian Bairnson • Basso e chitarra acustica: David Paton • Batteria e percussioni: Stuart Elliott • Cori: Oliver Simpson • London Philharmonia Orchestra: arrangiata e diretta da Andrew Powell
10. Voyager/What Goes Up/The Eagle Will Rise Again (Instrumental Version) – 8:53
11. What Goes Up/Little Voice (Early Version Demo) – 4:04
12. Can't Take It With You (Early Version Demo) – 1:41
13. Hyper-Gamma-Spaces (Demo) – 2:19
14. The Eagle Will Rise Again (Alternate Version - Backing Track) – 3:18
15. In The Lap Of The Gods (Part I - Demo) – 3:11
16. In The Lap Of The Gods (Part II - Backing Track Rough Mix) – 1:56

Durata totale: 63:02

## Analisi

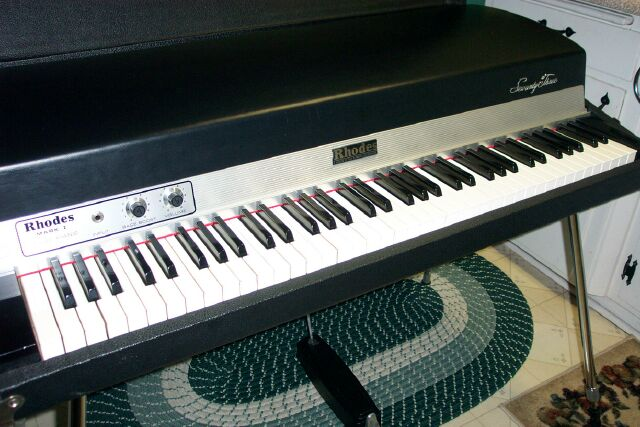
Un Fender Rhodes Mark I. Viene utilizzato da Parsons nel brano Voyager e da Woolfson nel brano What Goes Up.

VoyagerLe registrazioni dell'album, cominciate nel settembre del 1977 coincisero con le storiche partenze delle sonde spaziali Voyager 1 e Voyager 2 partite rispettivamente il 5 settembre ed il 20 agosto del 1977, il brano quindi viene nominato come le navicelle immaginando il viaggio misterioso che si accingono ad effettuare simile a quello per volare verso le piramidi ed i loro segreti. Lo stesso Parsons affermerà che l'ascoltatore deve immaginarsi in volo sopra il deserto, verso le piramidi abbandonate e attanagliate da una quiete solenne.
What Goes UpIl brano, cantato da David Paton, unisce il progressive rock con il soft rock. Il testo tratta della futilità e della scomparsa delle conquiste umane. Parsons imposta il brano dal punto di vista dei costruttori delle piramidi che si lamentano dell'inutilità del lavoro che stanno compiendo.

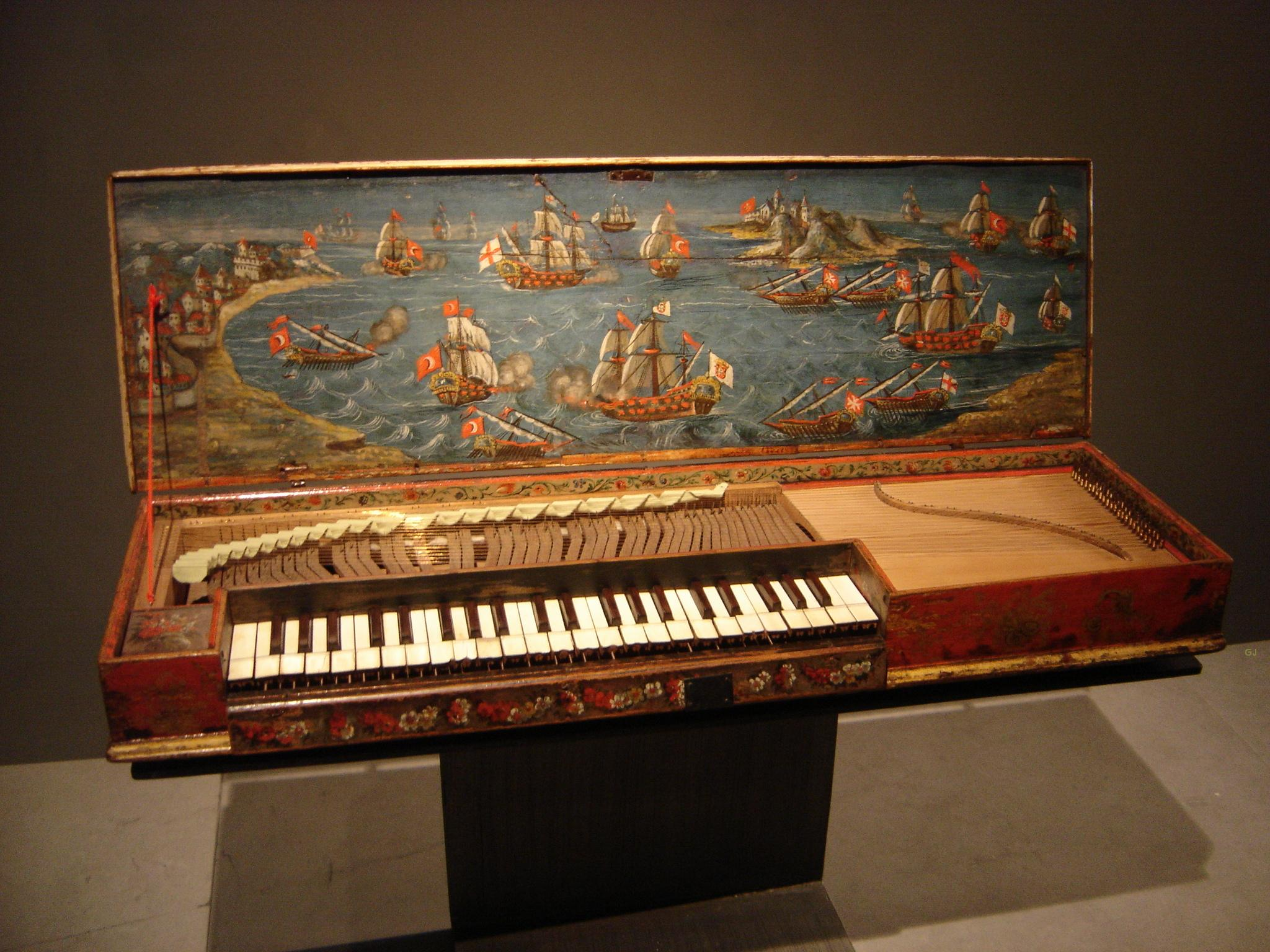
Un Clavicordo. Strumento a corde con tastiera, viene utilizzato da Eric Woolfson nel brano The Eagle Will Rise Again.

The Eagle Will Rise AgainIl brano rappresenta la prima collaborazione di Colin Blunstone con il Project. É caratterizzato dall'utilizzo di due strumenti a corda dotati di tastiera, il clavicordo ed il virginale entrambi suonati da Woolfson.
One More RiverIl brano, cantato da Lenny Zakatek, è dominato da un giro di basso iconico ed una perfetta commistione di tutti gli strumenti che porta al godibile assolo di sassofono.
Can't Take It With YouIl brano, cantato dall'esordiente nel Project Dean Ford, inizia con un'affascinante introduzione di strumenti a fiato per poi combinare pop e progressive rock. Il testo racconta la fine della vita umana riferendosi alla differenza tra ciò che avviene per i comuni mortali e ciò che spetta al faraone.

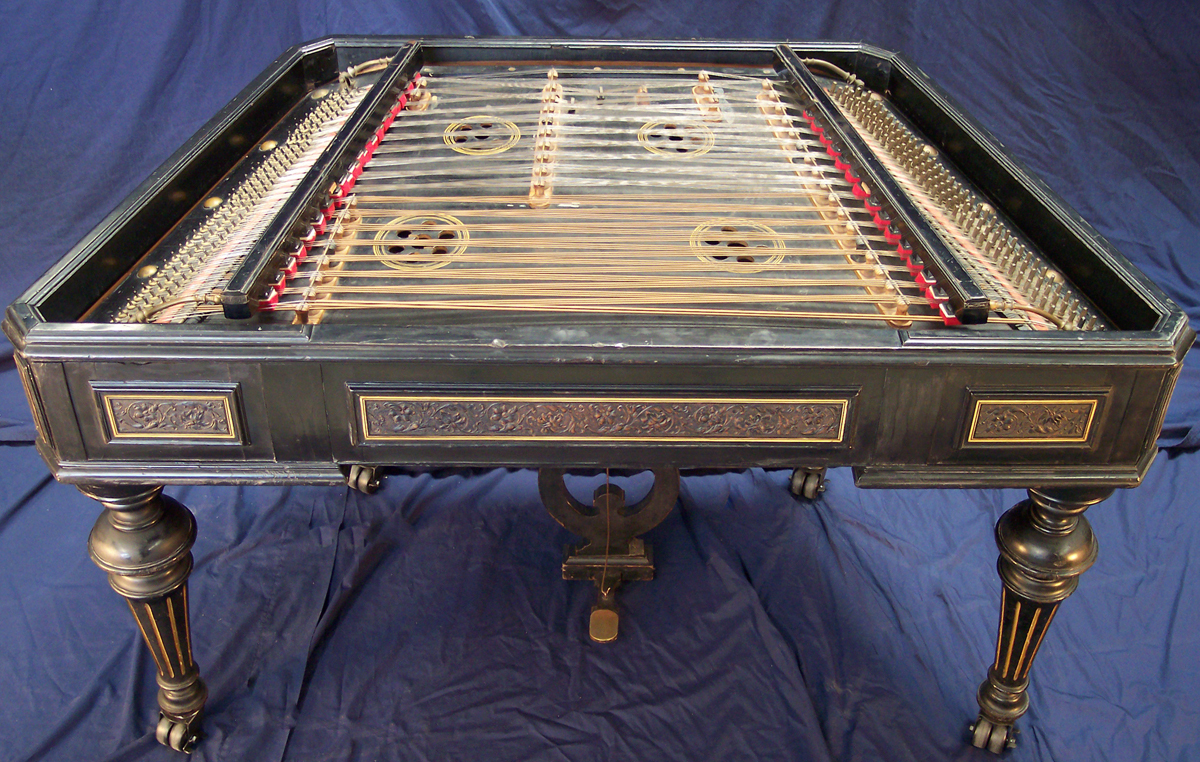
Un Cimbalom. Strumento a corde battute, viene utilizzato da John Leach nel brano strumentale In The Lap Of The Gods.

In The Lap Of The GodsIl brano strumentale è molto esaltante e grazie alla perfetta maestria di Andrew Powell il coro e l'orchestra portano il brano ad un livello maestoso.
PyramaniaNegli anni settanta andava molto di moda il cosiddetto "potere piramidale" per cui si attribuivano non solo alla struttura in se stessa ma anche alla forma geometrica tutta una serie di proprietà magiche, curative ed effetti benefici che vengono trattati nel testo del brano. Il picco della popolarità fece assumere molta visibilità alla stampa di una piramide sul retro della banconota da un dollaro, anche se fosse in circolazione già da diversi anni, e nel 1973 comparve sulla copertina di uno degli album più famosi al mondo The Dark Side of the Moon dei Pink Floyd.
Hyper-Gamma-SpacesIl titolo del brano fu scelto da Woolfson in occasione del dottorato di ricerca del fratello Richard che aveva pubblicato come tesi un trattato matematico con questo titolo.
Shadow Of A Lonely ManIl brano, cantato da John Miles che tornerà in seguito a collaborare con il Project a partire dal 1986 nell'album Stereotomy, è ispirato al decesso del suocero di Woolfson, avvenuto durante le registrazioni dell'album.

## Formazione[23]

### Leader
- Alan Parsons – Projectron (traccia 8,9), Fender Rhodes Mark I (traccia 1), pianoforte elettrico Wurlitzer (traccia 8), chitarra acustica (traccia 5), cori (traccia 3), autore testi e musiche (tracce 1,2,3,4,5,6,7,8,9), programming, ingegnere di registrazione, produttore
- Eric Woolfson – pianoforte (traccia 5,6,9), pianoforte Jangle (traccia 7), Projectron (traccia 1), Fender Rhodes Mark I (traccia 2), clavicordo (traccia 3), virginale (traccia 3), organo (traccia 6), voci addizionali (traccia 5), cori (traccia 3), autore testi e musiche (tracce 1,2,3,4,5,6,7,8,9), produttore esecutivo

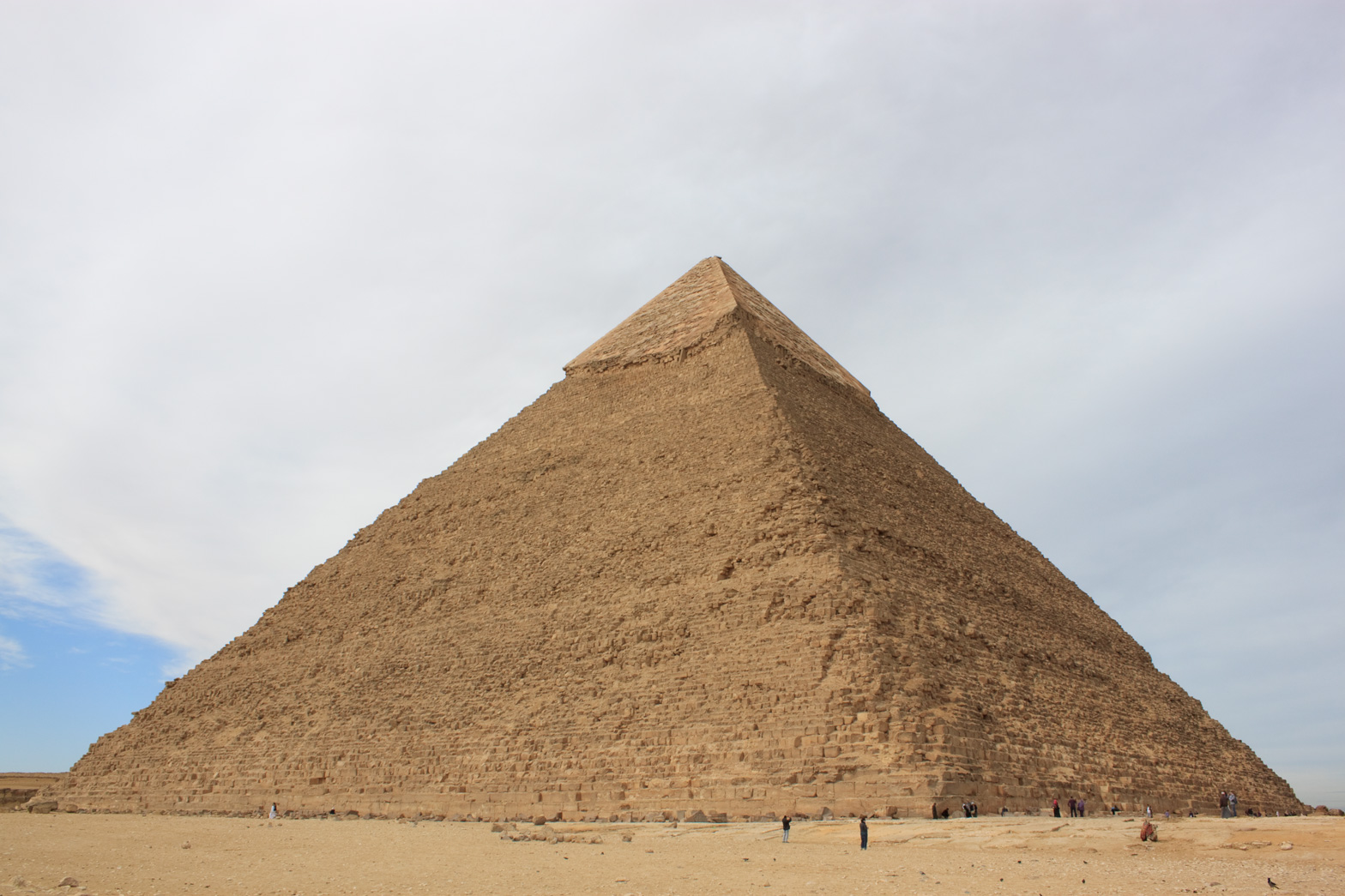
La piramide di Cheope, fonte di ispirazione per il concept album Pyramid.

### Session Man
Cantanti
- David Paton - voce (traccia 2), cori (traccia 3), voci addizionali (traccia 5)
- Colin Blunstone - voce (traccia 3), voce addizionale (traccia 9)
- Lenny Zakatek – voce (traccia 4), vocal FX (traccia 4)
- John Miles - voce (traccia 9)
- Jack Harris - voce (traccia 7)
- Dean Ford - voce (traccia 2,5)

Musicisti
- Ian Bairnson – chitarra elettrica (traccia 1,3,4,5,7), chitarra acustica (traccia 2,4,5,6,9), backwards wah-wah FX (traccia 4)
- David Paton - basso (traccia 1,2,3,4,5,6,7,8,9), chitarra acustica (traccia 2,4,5,6,9)
- Stuart Elliott – batteria (traccia 1,2,3,4,5,6,7,8,9), percussioni (traccia 2,4,5,6,7,8,9)
- Duncan Mackay - sintetizzatori (traccia 1,4,5,7,8), organo Hammond (traccia 4), tuba (traccia 7), assolo di Honky-tonk (traccia 7)
- John Leach - kantele (traccia 1), cimbalom (traccia 6)
- Phil Kenzie - sassofono (traccia 4)
- sconosciuto (membro dell'orchestra) - flauto di legno mediorientale (traccia 6)
- Oliver Simpson - cori (traccia 9)

Orchestra
- The London Philharmonia Orchestra - (traccia 2,3,4,6,9)
- Andrew Powell - direttore e arrangiamento orchestra (traccia 2,3,4,6,9), autoharp (traccia 3)
- The English Chorale - (traccia 2,6)
- Bob Howes - direttore del coro (traccia 2,6)

## Edizioni
Pyramid - 30º Anniversary Edition, Expanded Edition (2008)Il 7 marzo del 2008 viene pubblicata la versione rimasterizzata dell'album originale con l'aggiunta di sette bonus track. Questa edizione diventerà la base per tutte le future riedizioni.
Pyramid - Work In Progress (2024)Il 20 aprile del 2024 la Cooking Vinyl ha pubblicato una versione speciale di Pyramid composta da versioni alternative dei brani. Le tracce sono nove di cui sei inedite e tre già inserite in precedenza nell'Expanded Edition del 2008. L'edizione è disponibile solo in vinile di colore arancione ed in tiratura limitata a quattromiladuecento copie. La copertina riproduce il box contenente le copie master nello stile in uso nel 1978.
Pyramid - Super Deluxe Limited Edition Boxed Set (2024)Il 23 agosto del 2024 la Cooking Vinyl, in occasione del 46º anniversario dalla pubblicazione di Pyramid, ha pubblicato una prestigiosa edizione speciale in cofanetto con il seguente contenuto:
- 1 CD intitolato Original Album 2024 Remaster Plus Bonus Tracks, con l'edizione rimasterizzata del 2008, contenente l'album originale più le sette bonus track.
- 1 CD intitolato Eric Woolfson's Songwriting Diaries con ventitre tracce tratte dai diari di Woolfson, di cui dodici inedite.
- 1 CD intitolato Previously Unreleased Bonus Studio Recordings Vol. 1 con quindici tracce di materiale inedito riguardante sessioni di prova in studio.
- 1 CD intitolato Previously Unreleased Bonus Studio Recordings Vol. 2 con ventidue tracce di materiale inedito, di cui sedici riguardanti sessioni di prova in studio e sei tracce riguardanti spot radio e cinema e commenti alla realizzazione dell'album di Parsons e Woolfson.
- 1 Blu-Ray intitolato Dolby Atmos 5.1 Surround Sound - Remixed By Alan Parsons 2024 - Original Album Remastered In Stereo HD 2024 con le nove tracce dell'album originale del 1978 rimasterizzate in Stereo HD e remixate in Dolby Atmos da Alan Parsons.
- Un libro di 68 pagine con numerose foto relative al periodo di realizzazione dell'album, curiosità, interviste, testi e crediti.
- La replica di un press kit contenente un poster, una cartolina illustrata, una foto di Parsons e Woolfson, e diverso materiale di presentazione dell'album con biografia dei protagonisti e descrizione dei brani.
- Solo per le prime cinquecento copie vendute vi è anche la stampa della copertina dell'album autografata da Alan Parsons.

## Pyramid nella cultura di massa
Donnie BrascoNel film Donnie Brasco del 1997, diretto da Mike Newell e interpretato da Johnny Depp e Al Pacino, tra i brani della colonna sonora vi è la canzone What Goes Up... tratta dall'album Pyramid del 1978.

## Classifiche
| Nazione       | Miglior posizione in classifica | Settimane di permanenza |
| ------------- | ------------------------------- | ----------------------- |
| Germania      | 3º                              | 115                     |
| Nuova Zelanda | 4º                              | 24                      |
| Norvegia      | 13º                             | 6                       |
| Australia     | 16º                             |                         |
| Austria       | 17º                             | 20                      |
| Svezia        | 22º                             | 4                       |
| Paesi Bassi   | 23º                             | 6                       |
| Canada        | 25º                             |                         |
| Stati Uniti   | 26º                             | 25                      |
| Regno Unito   | 49º                             | 4                       |

## Riconoscimenti

### Nomination
Nel 1978 Alan Parsons riceve la nomination per i Grammy Awards per l'album Pyramid e nel 1979 per la strumentale Voyager.
- Grammy Awards 1978 - categoria Best Engineered Recording, Non Classical - album Pyramid dei The Alan Parsons Project.
- Grammy Awards 1979 - categoria Best Album of Original Score Written for a Motion Picture or a Television Special - colonna sonora del film Ice Castles brano Voyager dei The Alan Parsons Project.